# Gauntlet (NES-spel)
Gauntlet är ett NES-spel från Nintendo Entertainment System 1987. Det är baserat på 1985 års arkadspel med samma namn.
Eftersom Nintendo drog in Tengens licens efter att spelet släppts, finns både en licensierad och en olicensierad version av spelet.

### Fotnoter
1. 1 2 3 4  ”Release information” (på engelska). Gamefaqs. 11 mars 1987. Arkiverad från originalet den 25 januari 2010. https://web.archive.org/web/20100125175028/http://www.gamefaqs.com/console/nes/data/587296.html. Läst 9 maj 2015.
2. ↑  ”Neoseeker” (på engelska). 11 mars 1987. http://www.neoseeker.com/Games/Products/NES/gauntlet/. Läst 9 maj 2015.
3. ↑  ”Gauntlet” (på engelska). Mobygames. 11 mars 1987. http://www.mobygames.com/game/gauntlet___. Läst 9 maj 2015.
4. ↑  ”Gauntlet”. NES DB. 11 mars 1987. Arkiverad från originalet den 11 mars 2015. https://web.archive.org/web/20150311182651/http://www.nesdb.se/game_more.php?id=569&rid=1. Läst 9 maj 2015.